# Beilschmiedia rosseliana
Beilschmiedia rosseliana är en lagerväxtart som beskrevs av André Joseph Guillaume Henri Kostermans. Beilschmiedia rosseliana ingår i släktet Beilschmiedia och familjen lagerväxter. Inga underarter finns listade i Catalogue of Life.